# Eois vinosata
Eois vinosata là một loài bướm đêm trong họ Geometridae.